# GLIMPSE-C01
GLIMPSE-C01 – gromada kulista znajdująca się w kierunku konstelacji Orła w odległości 13,7 tysięcy lat świetlnych od Ziemi. Została odkryta w 2004 roku przez zespół astronomów pracujący pod kierownictwem Chipa Kobulnicky'ego na zdjęciach wykonanych w podczerwieni przez Kosmiczny Teleskop Spitzera. Gromada ta ukrywa się za dużą ilością ciemnego pyłu i z tego powodu została odkryta dopiero w 2004 roku. GLIMPSE-C01 znajduje się 16 tys. lat świetlnych od jądra Drogi Mlecznej.